# Musikjahr 1569
Liste der Musikjahre

◄◄ | ◄ | 1565 | 1566 | 1567 | 1568 | Musikjahr 1569 | 1570 | 1571 | 1572 | 1573 | ► | ►►

Weitere Ereignisse
Dieser Artikel behandelt das Musikjahr 1569.

## Ereignisse

### Heiliges Römisches Reich

#### Hofkapelle von Kaiser Maximilian II.
- Valentin Bakfark, der Hoflautenist von Kaiser Maximilian II. in Wien war und im Oktober 1568 wegen des Verdachts der Beteiligung an einem ungarischen Aufstand gegen seinen Dienstherrn verhaftet, wird schnell wieder freigelassen und kehrt in seine Heimat nach Ungarn zurück.
- Carl Luython ist seit 1566 Chorknabe in der Hofkapelle von Kaiser Maximilian II. Dort bekommt er neben seinem Dienst weiteren Unterricht durch die hier amtierenden Kapellmeister Jacobus Vaet und Philippe de Monte. Die Unterweisung im Orgelspiel könnte von dem dortigen Hoforganisten Walter Formellis († 1582) und dessen beiden Assistenten ausgegangen sein.
- Jakob Regnart, der seit dem Jahr 1557 Mitglied der Sängerkapelle am habsburgischen Hof des Erzherzogs und späteren Kaisers Maximilians II. ist, weilt seit 1568 für eine etwa zweijährige Studienreise in Italien, wo er sich die meiste Zeit in Venedig aufhält und eine perfekte Kenntnis der italienischen Sprache erwirbt.
- Lambert de Sayve, der schon in jungen Jahren, nach Aussage einiger Quellen seit 1562, in den Dienst der kaiserlichen Hofkapelle in Wien eingetreten ist, aber erst seit dem Jahr 1568 in den Mitgliederlisten der Hofkapelle erscheint, tritt am 1. Februar 1569 das Amt eines Singmeisters an der Abtei Melk an, nachdem man von dort über Kaiser Maximilian II. einen entsprechenden Bedarf angemeldet hatte („zu desto besserer Versehung der Cantorei und Instituirung der Jugend“).
- Philippe de Monte ist seit 1568 als Nachfolger von Jacobus Vaet Kapellmeister der Hofkapelle Maximilians II. in Wien.

#### Bayerischer Reichskreis

##### Herzogtum Bayern
- Franciscus Florius hat seit Herbst 1556 in München an der Hofkapelle von Herzog Albrecht V. eine Anstellung als Hofbassist. Neben seiner Tätigkeit als Sänger ist Florius, zusammen mit dem Hofkopisten Johannes Pollet, auch als Notenkopist eingesetzt.
- Johannes de Fossa ist seit dem letzten Vierteljahr 1559 Vizekapellmeister der Münchner Hofkapelle. In den vorhandenen Dokumenten wird Fossa allerdings weiterhin nur als Tenorist bezeichnet.
- Simone Gatto, der in Venedig ausgebildet wurde, wirkt seit 1568 am Hof in München als Posaunist.
- Antonius Gosswin, der wahrscheinlich als Chorknabe in die Hofkapelle von Herzog Albrecht V. eingetreten ist und als Alt-Sänger in der Hofkapelle arbeitet, wird 1569 Kapellmitglied bei Prinz Wilhelm von Bayern. Wegen Finanzproblemen des Münchner Hofs wird er zwar bald wieder entlassen, ist aber im Folgejahr wieder ein Angestellter der Kapelle.
- Gioseffo Guami, der sich zwischen 1550 und 1560 in Venedig aufgehalten haben und dort Schüler von Adrian Willaert und Annibale Padovano gewesen sein soll, wirkt seit 1568 in München, wo er zum Hoforganisten berufen wurde. Guami wirkt hier bis etwa 1579.
- Orlando di Lasso ist seit 1563 Kapellmeister der Münchner Hofkapelle. Die Hofkapelle umfasst 1569 63 Musiker. Zu Orlandos Aufgaben gehören u. a. Reisen durch Europa zur Anwerbung neuer Musiker, die Unterrichtung der Chorknaben, die teilweise sogar in seiner Familie leben, Proben mit den Musikern und die Komposition zahlreicher neuer Werke. Durch seinen ständig wachsenden Ruhm als Komponist sehen sich viele europäische Drucker veranlasst, umfangreiche Nachdrucke herauszugeben; in München geschieht dies ab 1569 durch die Motettenausgabe von Adam Berg in seinen zwölf Bänden der Patrocinium musices. Auch die Hugenotten übernehmen Kompositionen Orlandos in Form geistlicher Kontrafakturen seiner Chansons.
- Leonard Meldert, möglicherweise ein Schüler von Orlando di Lasso, veröffentlicht 1569 sein fünfstimmiges Madrigal Duolsi Giunon aver più lume, welches bei dem Verleger Girolamo Scotto in Venedig in der Sammlung Musica de Virtuosi della florida Capella dell’Illustrissimo ed Eccellentissimo Signo Duca di Baviera erscheint.
- Giovanni Battista Mosto, der 1568 eine Anstellung als Zinkenist und Posaunist in der Münchener Hofkapelle unter Orlando di Lasso hatte, kehrt 1569 wieder nach Udine zurück.
- Massimo Troiano, der sich zu Beginn des Jahres 1568 als Sänger in der Hofkapelle in Diensten des bayerischen Herzogs Albrecht V. in München befand, wechselt zwischen München und Venedig, mit einem längeren Aufenthalt in Venedig 1569, wo er auf Geld und eine Neuanstellung durch den bayerischen Herzog wartet. Troianos Buch Dialoghi, eine lebhafte und farbige Beschreibung des Lebens am bayerischen Hof und vor allem der berühmten Fürstenhochzeit des Erbprinzen Wilhelm mit Renata von Lothringen, erstmals 1568 in München gedruckt, erscheint 1569 in Venedig und kurz darauf in einer spanischen Übersetzung. Das Buch bietet die anschaulichste Beschreibung der musikalischen Inszenierungen Orlando di Lassos. „Die Sänger [dienen] jeden Morgen bei der Heiligen Messe, an den Samstags-Vespern und bei den Vigilien vor den großen Kirchenfesten. Die Blasinstrumente werden an den Sonntagen gespielt, und an Festtagen zur Messe und zur Vesper zusammen mit den Sängern.“ Troiano beschreibt auch ungewöhnlich genau, wie die Messe gefeiert wird, und welche Teile polyphon gesungen werden. Dies sind wertvolle Informationen für die Rekonstruktion der Musik der Renaissance.
- Ivo de Vento, der seit 1563 als Organist am Münchner Hof tätig war, ist seit Sommer 1568 Kapellmeister in der Kapelle der Residenz von Kronprinz Wilhelm in Landshut.

#### Burgundischer Reichskreis

##### Markgrafschaft Antwerpen
- Séverin Cornet, der von 1555 bis 1564 in Antwerpen gelebt hat, ist seit 1564 in Mechelen an der St.-Rombouts-Kathedrale tätig, wo er die Aufgabe „pro magistro cantus et choralium“ hat. Somit ist er für die Chorleitung und für die Musikerziehung der Chorknaben zuständig.
- Noé Faignient hat 1561 das Bürgerrecht in Antwerpen erhalten und wirkt seitdem hier als Musiklehrer.
- Rinaldo del Mel lebt in Mechelen und ist seit dem 3. März 1562 Mitglied der Singschule der Kathedrale Saint-Rombaud. Ab dem Jahr 1564 erhält er hier Unterricht vom Chorregenten Séverin Cornet.
- Gérard de Turnhout, der seit dem 3. April 1559 Kapellmeister an der Kathedrale Saint-Gommaire in Lierre war, ist 1562 an die Liebfrauenkirche Antwerpen zurückgekehrt und hat seit 1563 die Position eines Musikmeisters (maître de musique) in der Nachfolge von Antoine Barbé. Neben dieser Tätigkeit wirkt er von 1569 bis 1572 als Kaplan der Lehrerzunft dieser Stadt. 1569 erscheint in Löwen seine Sammlung Sacrarum ac aliarum cantonum trium vocum zu drei Stimmen. Sie enthält 20 Motetten, 2 französische Chansons sacrées und 18 weltliche französische Chansons.

##### Grafschaft Flandern
- Andreas Pevernage, der seit 17. Oktober 1563 Kapellmeister an der Kirche Notre-Dame in Courtrai ist und 1564 zusätzlich eine Pfründe an Sankt Willibrordus in Hulst erhalten hat, übt die Kapellmeisterstelle bis 1577 aus.

##### Grafschaft Holland
- Cornelis Boskoop ist seit dem 1. Mai 1554 und bis März 1573 Organist an der Oude Kerk in Delft.

#### Kurrheinischer Reichskreis

##### Kurpfalz
- Mathias Gastritz, der am 22. Dezember 1561 zum Organisten der Stadt Amberg bestellt wurde, wirkt fast 30 Jahre lang in den Diensten der Stadt. 1569 werden seine Teutsche und lateinische Lieder mit 4 Stimmen in Nürnberg veröffentlicht. Eine seiner bekanntesten Kompositionen ist der fünfstimmige Liedsatz Herzlich lieb hab ich dich, o Herr auf einen Text von Martin Schalling.
- Andreas Raselius, der Sohn eines Pfarrers im (damals evangelischen) Hahnbach, zieht nach dessen Tod 1569 mit seiner Mutter nach Amberg, wo er möglicherweise Schüler des Komponisten Mathias Gastritz wird.
- Sebastian Ochsenkun ist seit 1544 Lautenmeister am kurpfälzischen Hof in Heidelberg.

#### Niederrheinisch-Westfälischer Reichskreis

##### Erzstift Cambrai
- Laurent de Vos, der seine musikalische Ausbildung vermutlich als Chorknabe an der Kathedrale seiner Vaterstadt Antwerpen erhalten hatte, ist seit 1566 Musikdirektor und verantwortlicher Leiter der Chorknaben an der Kathedrale, des damals noch spanisch-flämischen Cambrai.

##### Hochstift Lüttich
- Johannes Mangon, der seine erste musikalische Ausbildung als duodenus an der Singschule (schola cantorum) der Gemeinde Saint Martin-en-Mont in Lüttich erhielt, wirkt von 1562 bis 1570 an der dortigen Kirche als Succentor. Während dieser Zeit hat er möglicherweise schon zeitweise den Domchor in Aachen geleitet, weil die Abschrift seiner Messe „Ne ascondas me“ im Chorbuch I mit Sicherheit vor dem 31. Oktober 1567 angefertigt wurde.

##### Hochstift Utrecht
- Jean De Latre, der seit Dezember 1565 in Utrecht lebt und dort eine Doppelanstellung als schoolmester und sangmester an der Pfarrkirche St. Marie (Buurkerk) in der Nähe des Rathauses hat, stirbt am 31. August 1569 in Utrecht. Die Inschrift seiner Grabplatte in dieser Kirche nennt ihn Johanni Petit de Latre, musicus excellentissimus.

##### Vereinigte Herzogtümer Jülich-Kleve-Berg
- Martin Peudargent ist Hofkomponist in den Diensten von Wilhelm V. von Jülich-Kleve-Berg.

#### Niedersächsischer Reichskreis

##### Fürstentum Braunschweig-Wolfenbüttel
- Johann Zanger der Ältere, der seit 1548 in Braunschweig als Rektor am Katharineum tätig war, ist seit 1553 Pfarrer an der Petrikirche.

##### Herzogtum Mecklenburg-Güstrow
- Thomas Mancinus studiert an der Universität Rostock.

##### Hamburg
- Jacob Praetorius der Ältere, der wahrscheinlich in seiner Heimatstadt Magdeburg Unterricht von Martin Agricola erhielt, ist von 1555 bis zu seinem Tod als Organist und Kirchenkomponist an zwei Kirchen in Hamburg nachweisbar.

#### Obersächsischer Reichskreis

##### Kurfürstentum Sachsen
- Joachim a Burck, der seit 1563 Kantor an der Lateinschule in Mühlhausen war, ist seit 1566 Organist an der Kirche Divi Blasii in Mühlhausen. In der freien Reichsstadt begründet er die bedeutende Musikkultur, die später mit den Namen Johann Rudolph Ahle, Johann Eccard, Johann Georg Ahle und Johann Sebastian Bach verknüpft sein wird. Daneben ist er als Geschichtsschreiber und öffentlicher Notar tätig.
- Wolfgang Figulus, der von 1549 bis 1551 als Thomaskantor der Thomasschule in Leipzig gewirkt hat, ist von 1551 bis zu seiner Pensionierung 1588 Kantor und Lehrer an der Fürstenschule in Meißen. Er unterrichtet die Fächer Musik, Latein und Religion und sorgt für die musikalische Gestaltung der Gottesdienste in der Afrakirche.
- Mattheus Le Maistre, der seit 1554 sächsischer Hofkapellmeister als Nachfolger von Johann Walter war und 1565 aus Gesundheitsgründen um seine Entlassung gebeten hat, lebt vermutlich in Dresden. Er erhält zunächst nur eine jährliche Pension. Am 14. Juni 1568 tritt sein Assistent Antonio Scandello seine Nachfolge an. Le Maistre bleibt mit dem Hof in Dresden Zeit seines Lebens verbunden und führt den Titel des Hofkapellmeisters bis zu seinem Tod im Frühjahr 1577.
- Antonio Scandello, der seit 1566 Vizekapellmeister der Dresdner Hofkapelle war und als „zugeordneter Moderator“ dem altersschwachen Mattheus Le Maistre unterstand, ist seit 1568 Hofkapellmeister und übt diese Aufgabe bis zu seinem Tod aus.
- Leonhart Schröter, der von 1545 bis 1547 die Fürstenschule in Meißen besucht hat, wirkt danach von 1561 bis 1576 als Stadtkantor in Saalfeld.
- Nikolaus Selnecker, der seit März 1565 für zwei Jahre als Theologieprofessor in Jena gearbeitet hat, ist seit 1568 als Professor der Theologie an der Universität Leipzig tätig.
- Johann Walter, der seit 1548 Kapellmeister der Hofkantorei von Kurfürst Moritz war, lebt nach seiner Pensionierung 1554 in Torgau. Walters letzte Lebensjahre sind geprägt von Kompositionen und Dichtungen, die er seinen ehemaligen Landesherren widmet.

##### Grafschaft Schwarzburg
- Sethus Calvisius, der in bescheidenen Verhältnissen aufwächst, besucht ab 1569 die Schule in Frankenhausen.

#### Österreichischer Reichskreis

##### Erzherzogtum Österreich
- Blasius Amon ist seit ca. 1568 Sängerknabe an die Hofkapelle von Erzherzog Ferdinand II. in Innsbruck. Er erhält unter den Kapellmeistern Wilhelm Bruneau (tätig von 1564 bis 1584) und Alexander Utendal (tätig von 1564 bis 1581) eine gründliche musikalische Ausbildung, die er auf Studienreisen vervollkommnet.
- Johannes de Cleve, der wahrscheinlich seit dem Jahr 1553 Sänger (Tenorist) in der Hofkapelle des österreichischen Regenten Erzherzog Ferdinand (1503–1564) und späteren Kaisers Ferdinand I. in Wien war, ist seit 1564 Hofkapellmeister in der neuen von Ferdinands Sohn, Erzherzog Karl II. (1540–1590), gegründeten Hofkapelle in Graz. Dieses Amt versieht der Komponist sechs Jahre lang.
- Homer Herpol, der im Lauf des Jahres 1567 seine bisherige Stelle als Kantor an der Kirche St. Nikolaus und die Stadt Freiburg (Schweiz) verlassen hat, hat eine neue Stelle am Liebfrauenmünster in Konstanz.
- Rogier Michael, der vermutlich eine Kapellknaben-Zeit in Wien durchlebt hat, ist seit 1564 als Sängerknabe an die Hofkapelle von Erzherzog Karl II. in Graz tätig. Die Leitung der Kapelle hatte zunächst Johannes de Cleve, später Annibale Padovano. Der letztere rät ihm zu weiteren Studien bei Andrea Gabrieli in Venedig, was Rogier Michael von 1569 bis 1572 in die Tat umsetzt.
- Melchior Schramm ist seit 1563 Singknabe in der Hofkapelle von Erzherzog Ferdinand von Tirol. Mit dessen Hof kommt er nach Innsbruck, wo er in Ferdinands neugegründeter Knabensingschule ausgebildet wird. Von 1569 bis 1571 wird er vom Innsbrucker Hoforganisten Servatius Rorif unterrichtet.
- Alexander Utendal ist seit 1564 Alt-Sänger in der Kapelle von Erzherzog Ferdinand II., seit 1566/67 in Innsbruck.

#### Schwäbischer Reichskreis

##### Herzogtum Württemberg
- Balduin Hoyoul, der im Jahr 1561 im Alter von etwa 13 Jahren als Diskant-Sänger in den Chor der Stuttgarter Hofkapelle unter Ludwig Dasers Leitung eingetreten war und 1564/65 für zwei Jahre als Schüler zu Orlando di Lasso nach München geschickt wurde, wirkt nach seiner Rückkehr wieder als Altist und Komponist. In den Stuttgarter Chorbüchern stammt der früheste Eintrag eines Werks von ihm vom Jahr 1569.

##### Reichsstadt Augsburg
- Jacobus de Kerle, dem das Domkapitel von Augsburg am 18. August 1568 zehn Taler Honorar zukommen lässt, „von wegen seiner componirten gesang so er meinen g. h. presentieret hat“, und mit ihm wegen der Übernahme der Stelle des Domorganisten verhandelt, ist in Augsburg tätig.

##### Reichsstadt Dinkelsbühl
- Michael Tonsor wirkt von ungefähr 1567 bis 1588 als Organist an der St. Georgskirche in Dinkelsbühl.

#### Nicht eingekreiste zum Heiligen Römischen Reich zugehörige Territorien und Stände

##### Königreich Böhmen
- Christian Hollander, der seit 1565 Mitglied der Kapelle von Erzherzog Ferdinand in Prag ist, erkrankt nach einem Besuch in München im Jahr 1568 schwer und ist wohl in der ersten Jahreshälfte 1569 verstorben. Am 14. Juli 1569 wird seiner Witwe eine Pension bewilligt.

##### Herzogtum Mailand
- Vincenzo Ruffo, der seit 1551 in Verona als Maestro di musica an der Accademia Filarmonica gewirkt hat, ab 1554 auch als Domkapellmeister, versieht seit 1563 die gleiche Stelle in Mailand.
- Matthias Hermann Werrecore, der von August bis Dezember 1559 beim Domchor in Mailand als Tenorsänger tätig war, lebt vermutlich in Mailand. Nach Dokumenten von 1532 und 1561 besitzt Werrecore Eigentum vor Ort und hat aus zwei Ehen mindestens drei Kinder.

##### Herzogtum Mantua
- Girolamo Cavazzoni ist Organist in der Hofkirche Santa Barbara des Palazzo Ducale in Mantua, wo er bis 1577 wirkt.
- Giaches de Wert, der von 1563 bis 1565 den Dienst eines Kapellmeisters für die kaiserlichen Gouverneure in Mailand versehen hat, wirkt spätestens ab September 1565 als Kapellmeister an der neu gebauten Basilika Santa Barbara in Mantua, der Hofkirche der Gonzaga-Herzöge, nachdem er dorthin für das erste Barbara-Fest am 4. Dezember 1564 eine neue von ihm komponierte Messe geschickt hatte. In dieser Stellung bleibt er bis zu seinem Tod. Er ist auch als prefectus musicorum für die weltliche Musik am Hof von Herzog Guglielmo Gonzaga in Mantua zuständig.

##### Herzogtum Modena und Reggio
- Luzzasco Luzzaschi, der in seiner Jugend Schüler des flämischen Komponisten Cipriano de Rore war, ist seit Mai 1561 Organist am Hof des Herzogs Alfonso II. d’Este, seit 1564 ist er herzoglicher Hoforganist.

#### Herzogtum Parma
- Fabrizio Dentice tritt im Januar 1569 als Lautenist in die Dienste von Ottavio Farnese, Herzog von Parma und Piacenza.

##### Herzogtümer in Schlesien
- Johann Knöfel ist Kapellmeister von Herzog Heinrich XI. von Liegnitz, Brieg und Goldberg. Er heiratet am 21. Juni 1569.

##### Herzogtum Toskana
- Paolo Aretino, der bis 1547 als Kantor am Dom von Arezzo gewirkt hat, ist danach bis zu seinem Tode im Jahr 1584 an Santa Maria della Pieve, ebenfalls in Arezzo, tätig.
- Giulio Caccini, der wahrscheinlich Mitglied im Knabenchor der Cappella Giulia des Petersdoms und von Oktober 1564 bis November 1565 Gesangsschüler von Giovanni Animuccia war, wirkt seit dem 29. April 1566 am Hof des Großherzogs Ferdinando I. de’ Medici in Florenz.
- Francesco Corteccia steht seit dem Jahr 1539 im Dienst der Familie de’ Medici und bekleidet die Stelle des Kapellmeisters am Hofe des Herzogs Cosimo I. Zu seinen zahlreichen Schülern gehören Cristofano Malvezzi und Luca Bati (1546–1608).
- Nicolao Dorati wirkt seit 1543 in der Stadtkapelle von Lucca, zunächst als Posaunist und seit 1557 für über zwanzig Jahre als Kapellmeister.
- Vincenzo Galilei lebt seit 1560 in Pisa und ist seit 1562 mit Giulia Ammannati (gestorben 1620) aus einer angesehenen Familie von Tuchhändlern verheiratet.
- Cristofano Malvezzi, Sohn des Organisten und Orgelbauers Niccoló Malvezzi, ist seit 1562 Canonico soprannumerario und wird ab 1572 regulärer Kanoniker an San Lorenzo in Florenz.
- Giovanni Piero Manenti ist seit März 1557 Organist an S. Giovanni in Florenz.
- Alessandro Striggio der Ältere, der aus einem Aristokratengeschlecht entstammt, hält sich vermutlich in Florenz auf, wo er um 1560 die ersten Kontakte zu den Medici geknüpft hat. Während der 1560er Jahre komponiert er zahlreiche Intermedi für Hochzeiten, Besuche und andere festliche Anlässe der Medici.

### Königreich England und Irland

#### Chapel Royal von Elisabeth I.
- William Daman, der 1562 – möglicherweise auf eine Einladung des Ersten Earl of Dorset, Thomas Sackville – nach London gezogen war, ist in die Dienste der Königin Elisabeth I. getreten und verbringt den Rest seines Lebens in England.
- Alfonso Ferrabosco der Ältere, der vermutlich 1562 mit seinem Onkel das erste Mal nach England gekommen ist, hat eine Anstellung bei Königin Elisabeth I.
- William Mundy, der 1543 Mitglied im Chor von Westminster Abbey wurde und später für verschiedene Kirchengemeinden arbeitete, ist seit 1564 Mitglied der Chapel Royal, an der er bis zu seinem Tode verbleibt.
- Robert Parsons, der erstmals 1560/1561 in einem Rechnungsbuch der Londoner Chapel Royal auftaucht, ist seit 17. Oktober 1563 Gentleman of the Chapel Royal – etwa gleichzeitig mit William Mundy, weswegen man vermutet, dass Parsons in etwa gleichaltrig wie Mundy gewesen sein könnte. 1569 veröffentlicht er Maister Parsons Hexachord.
- Thomas Tallis, der 1543 zum „Gentleman of the Chapel Royal“ in London ernannt wurde, bekleidet dieses Amt in den folgenden 40 Jahren.

### Königreich Frankreich

#### Chapelle Royale von Karl IX.
- Guillaume Costeley ist nach seiner Ausbildung von 1560 (?) bis 1570 Hoforganist am Hof von Karl IX.

#### Metz
- Claude Goudimel, der wahrscheinlich seit 1549 und bis 1557 an der Universität Paris studiert hatte und seit 1553 Teilhaber des Verlagshauses von Nicolas Du Chemin (1520–1576) ist, lebt ab 1557 bis etwa 1567 in Metz. Dort schließt er sich nach den 1569 ausgebrochenen Unruhen der protestantischen Glaubensbewegung der Hugenotten an, welche die Stadt dann verlassen.

#### Paris
- Pierre Certon, der seit 1529 in Paris an Notre-Dame und hier seit 1542 als Leiter des Knabenchores gearbeitet hat, lebt seit 1560 in seiner Heimatstadt Melun.
- Adrian Le Roy lebt in Paris und ist musikalischer Leiter des von ihm mit seinem Vetter Robert Ballard 1551 gegründeten Musikverlags Le Roy & Ballard.

### Italienische Staaten

#### Kirchenstaat
- Giovanni Animuccia ist seit 1555 als Nachfolger von Giovanni Pierluigi da Palestrina Kapellmeister der Cappella Giulia an St. Peter im Vatikan.
- Filippo Azzaiolo ist in seiner Geburtsstadt Bologna ab etwa 1557 als Sänger aktiv und verbringt dort sein gesamtes Leben.
- Ippolito Baccusi war vor 1568 für kurze Zeit Vizekapellmeister am Markusdom in Venedig, danach setzt er seine Studien in Ravenna fort.
- Ghinolfo Dattari erhält ab Februar 1555 in Bologna eine Anstellung als Sänger in der Kapelle von San Petronio, der er 62 Jahre lang, bis zu seinem Tode angehört.
- Domenico Ferrabosco, der seit 1551 Sänger der päpstlichen Kapelle in Rom war, ist seit 1555 Kapellmeister in seiner Heimatstadt Bologna.
- Giovanni Maria Nanino, der von September 1566 bis Oktober 1568 in der Cappella Giulia tätig war und daneben Chormitglied der Kirche in Vallerano, ist seit mindestens Juni 1569 Kapellmeister der päpstlichen Basilika Santa Maria Maggiore in Rom. Es ist jedoch aufgrund fehlender Akten für den Zeitraum von 1563 bis 1571 nicht möglich, Naninos Eintritt als Kapellmeister von S. Maria Maggiore – ein Amt, das bis mindestens 1565 Giovanni Pierluigi da Palestrina innehatte – exakt zu datieren. Obwohl beide Komponisten später ein gespanntes Verhältnis zueinander hatten, ist es denkbar, dass es Palestrina selbst war, der Nanino für die Cappella Liberiana, den Chor von Santa Maria Maggiore, empfahl. Die Kapellakten belegen regelmäßige Zahlungen an Nanino und vier Chorknaben, für deren Ausbildung, Beköstigung und Unterbringung Nanino zuständig war.
- Giovanni Pierluigi da Palestrina, der seit 1. März 1561 und für ungefähr vier Jahre in Rom Leiter der Cappella Liberiana an Santa Maria Maggiore war, ist seit 1565 musikalischer Leiter und Lehrer des Seminario Romano, einer Ausbildungsstätte des Priesternachwuchses. 1569 erscheint in Rom von ihm der Individualdruck Liber primus […] motettorum, quae partim quinis, partim senis, partim septenis vocibus concinatur.
- François Roussel, der in den 1550er Jahren möglicherweise in Lyon gewirkt hatte, ist von 1564 an wieder in Rom nachweisbar, zunächst bis 1566 als maestro di cappella an San Lorenzo in Damaso, danach in gleicher Position von 1566 bis 1571 an San Luigi dei Francesi.
- Tomás Luis de Victoria ist seit etwa 1565 als Stipendiat von König Philipp II. in Rom, wo er das Collegium Germanicum absolviert, das Priesterseminar der Jesuiten.

#### Königreich Neapel
- Giovanni Domenico da Nola wirkt seit Februar 1563 bis zu seinem Tod als Maestro di cappella an der Basilika Santissima Annunziata Maggiore in Neapel. In dieser Funktion lehrt er auch die Mädchen des Waisenhauses der Annunziata und die Diakone des Priesterseminars Gesang.
- Diego Ortiz, der seit 1553 am vizeköniglichen Hof in Neapel als Kapellmeister (Maestro de Capilla) gewirkt hat und in dieser Position bis 1565 nachweisbar ist, lebt wahrscheinlich in Neapel.
- Antonio Valente wirkt von 1565 bis 1580 als Organist an Sant’Angelo a Nilo in Neapel.

#### Republik Venedig
- Giovanni Croce wirkt seit 1565 als Chorknabe und Sänger am Markusdom in Venedig.
- Girolamo Dalla Casa wirkt ab 1568 als Musiker im Markusdom, wo er mit seinen Brüdern Giovanni und Nicolò das erste feste Instrumentalensemble gründet.
- Baldissera Donato ist seit 1550 als Sänger – zunächst an San Marco in Venedig – aktiv und wirkt auch in der Ausbildung der Sänger.
- Andrea Gabrieli ist wahrscheinlich seit Jahresanfang 1566 als Organist an San Marco tätig, einer herausragenden Position in der Musikwelt Italiens, wo er bis zu seinem Lebensende bleiben wird. Sein achtstimmiges Madrigal Felici d’Adria entsteht anlässlich des Besuchs von Erzherzog Karl von Österreich in Venedig (1569).
- Antonio Gardano, der seit 1532 in Venedig lebt und hier einen Musikverlag und eine Druckerei gegründet hat, stirbt am 28. Oktober. Zwischen 1538 und 1569 hat er rund 450 Publikationen, vor allem Madrigale und geistliche Musik herausgegeben. Von den noch 388 erhaltenen Drucken sind nur zwei nicht musikalischen Inhalts.
- Francesco Londariti, der nach den Quellen ab 1567 in Spionagetätigkeiten für die spanische Krone verwickelt war, lebt seit 1568 wieder in Kreta, das zu diesem Zeitpunkt zur Republik Venedig gehörte. Mit dem Erbe seines Vaters gleicht er hier seine Schulden aus, wird wieder in kirchliche Ämter (so ins Kapitel der Tituskirche) berufen und nimmt auch seine kompositorische Tätigkeit wieder auf.
- Giorgio Mainerio, der sich in den Jahren ab 1560 um eine Stelle als Kaplan und altarista an der Kirche Santa Maria Annunziata in Udine beworben hat, verbringt in Udine die Jahre 1560 bis 1570. Dank seines erworbenen musikalischen Fachwissens und des Unterrichts, den er bei zwei örtlichen Musikautoritäten, den Kapellmeistern Gabriele Martinengo und Ippolito Chiamaterò genießt, beginnt er seine erfolgreiche musikalische Laufbahn.
- Florentio Maschera, der seine erste Anstellung als Organist im Kloster „Santo Spirito in Isola“ vor Venedig erhielt, ist seit 22. August 1557 Organist an der Kathedrale von Brescia.
- Claudio Merulo ist seit dem Jahr 1566 als Nachfolger von Annibale Padovano als erster Organist am Markusdom in Venedig tätig. Neben dieser offiziellen Tätigkeit tritt er regelmäßig in den Palazzi venezianischer Adliger auf, z. B. in der Ca' Zantani, die auch von Parabosco, Padovano und anderen Virtuosen frequentiert wird. Hierbei dürfte er nicht nur auf Orgelpositiven gespielt haben, sondern auch auf Kielinstrumenten wie Cembalo oder Virginal, zumal Venedig eines der Zentren des damaligen Instrumentenbaus war, mit berühmten Cembalobauern wie Domenicus Venetus (auch Pisaurensis), Celestini oder Trasuntino. Merulo tritt außerdem als Komponist von Vokalwerken in Erscheinung, vor allem von Madrigalen, sowie von Motetten und Messen. Zwischen 1566 und 1571 arbeitet Merulo auch als Verleger.
- Teodoro Riccio wirkt nach seiner Ausbildung als Kirchenmusiker zunächst als Kapellmeister der Kirche Santa Nazaro in seiner Heimatstadt Brescia.
- Gioseffo Zarlino, der bei Adrian Willaert in Venedig studiert hat, ist seit 1565 – in der Nachfolge von Cypriano de Rore – Kapellmeister am Markusdom in Venedig. Er hat diese Stelle bis zu seinem Ableben 1590 inne.

### Königreich Polen und Großfürstentum Litauen

#### Hofkapelle von Sigismund II. August
- Krzysztof Borek, der zunächst Chorknabe und später Mitglied der Krakauer Hofkapelle war, ist von 1556 bis 1572 deren Kapellmeister.
- Krzysztof Klabon ist seit 1565 Lautenist am Hof Sigismund II. Augusts in Krakau.

#### Sandomierz
- Mikołaj Gomółka, der als königlicher Fistulator (hervorragende Instrumentalist des Königs) Mitglied der Hofkapelle von König Sigismund II. August von Polen war, hat 1563 den Hof verlassen und ist die folgenden 15 Jahre in seiner Geburtsstadt Sandomierz in einigen außermusikalischen Bereichen tätig.

### Königreich Portugal
- António Carreira ist seit der Thronbesteigung des 14-jährigen Königs Dom Sebastiaõ 1568, Kapellmeister und Magisterio. Es ist nicht genau bekannt, aber wahrscheinlich, dass es zu dieser Zeit mindestens zwei Kapellen gibt, eine für den König und eine für Dona Catarina bzw. für Dom Henrique, denn es gibt zwischen 1562 und 1580 neben Carreira noch einen zweiten Kapellmeister: den Flamen Raynaldus van Melle.

### Königreich Schweden
- Tielman Susato, der 1565 an den diplomatischen Aktivitäten seines Schwiegersohns Arnold Rosenberger teilgenommen hat, wirkt bis 1570 als deutscher Schreiber in Stockholm.

### Königreich Spanien

#### Hofkapelle von Philipp II.
- Jean de Bonmarché, der seit 1560/61 maître des enfants (Leiter der Chorknaben) an der Kathedrale Notre-Dame von Cambrai war, ist seit 8. Juni 1565 Leiter der Hofkapelle des spanischen Königs Philipp II. in Madrid. Am 28. Oktober 1568 hat ihm der spanische König zusätzlich das Dekanat von Saint-Pierre in Lille übertragen; wenige Monate später, am 9. Mai 1569, wird er auf Veranlassung des Königs als Begünstigter für die Pfründe in der Stadt Béthune eingetragen.
- Miguel de Fuenllana wirkt ab dem Jahr 1560 am Hof von Elisabeth von Valois, der dritten Frau von König Philipp II., in der Stellung eines Kammermusikers mit einem Jahresgehalt von 50.000 Maravedís und bleibt hier bis Juni 1569.
- George de La Hèle, der vermutlich seine musikalische Ausbildung an der Kirche zu Unsrer Lieben Frau in seiner Heimatstadt Antwerpen bei Antoine Barbé erhalten hat, gehört zu einer Gruppe von Chorknaben, die im Jahr 1560 nach Spanien gegangen sind, um an der Hofkapelle von König Philipp II. in Madrid unter der Leitung von Pierre de Manchicourt am Musikleben des Hofs und an der Gestaltung der Gottesdienste mitzuwirken. Nach eigener Aussage übt er diesen Dienst zehn Jahre lang aus und ist während der letzten Jahre zu Studien an der Universität von Alcalá eingeschrieben.

#### La Seu d’Urgell
- Joan Brudieu ist seit 1548 Kapellmeister auf Lebenszeit der Kathedrale von La Seu d’Urgell. Diese Position behält er – mit Unterbrechungen – bis kurz vor seinem Tode 1591.

#### Sevilla
- Francisco Guerrero ist seit 1551 Assistent von Kapellmeister Fernández de Castileja und Chorregent an der Kathedrale von Sevilla.
- Alonso Mudarra ist seit dem 18. Oktober 1546 Kanoniker an der Kathedrale von Sevilla. In dieser Stadt hat er einen bedeutenden Einfluss auf das Musikleben und bleibt dort noch 34 Jahre bis an sein Lebensende. Zu seinen Aufgaben an der Kathedrale gehört die Leitung aller musikalischen Aktivitäten. Hierzu gehören die Beauftragung von Instrumentalisten, der Kauf und die Leitung des Aufbaus einer neuen Orgel und die enge Zusammenarbeit mit Komponisten für die vielfältigen festlichen Anlässe.

## Instrumentalmusik

### Für Cister
- Sebastian Vredeman – Passamezzo Carminum quae cythara pulsantur, Löwen:Pierre Phalèse: Noten und Audiodateien im International Music Score Library Project

### Für Laute
- Giulio Cesare Barbetta – II primo libro dell'intavolatura de liuto, Venedig

## Vokalmusik

### Geistlich
- Jean de Castro
  - Il primo libro di madrigali, canzoni & motetti zu drei Stimmen, Antwerpen
  - 6 Motetten zu drei Stimmen, in: Il primo libro, Löwen
  - 1 weitere Motette zu drei Stimmen, Löwen
- Gallus Dreßler – geistliches Lied Fasset eure Seele mit Geduld, in: XIX Cantiones zu vier und fünf Stimmen, Magdeburg: Wolfgang Kirchner: Noten und Audiodateien im International Music Score Library Project
- Sigmund Hemmel – Der gantz Psalter Davids, Tübingen: Ulrich Morhardts Wittib: Noten und Audiodateien im International Music Score Library Project
- Orlando di Lasso
  - Motette Hispanum ad coenam zu fünf Stimmen, LV 360: Noten und Audiodateien im International Music Score Library Project
  - Motette Resonet in laudibus, LV 363, in: Cantiones aliquot cinque vocum: Noten und Audiodateien im International Music Score Library Project
- Cristóbal de Morales – Motette Beati omnes qui timent Dominum zu sechs Stimmen, Nürnberg: Ulrich Neubert: Noten und Audiodateien im International Music Score Library Project
- Giovanni Pierluigi da Palestrina – Individualdruck Liber primus […] motettorum, quae partim quinis, partim senis, partim septenis vocibus concinatur, Rom: Eredi di Valerio & Aloysio Dorico: Noten und Audiodateien im International Music Score Library Project; darin:
  - O magnum mysterium zu sechs Stimmen: Noten und Audiodateien im International Music Score Library Project
  - Tu es Petrus zu sieben Stimmen: Noten und Audiodateien im International Music Score Library Project
- Jakob Regnart
  - 1 Motette zu drei Stimmen, in: Selectissimarum sacrarum cantionum, Liber 2, Löwen
  - 3 Motetten zu drei Stimmen, in: Selectissimarum sacrarum cantionum, Liber 3, Löwen
- Ivo de Vento – Latinae cantiones, quas vulgo motteta vocant, quatuor vocum, suavissima melodia, etiam instrumentis musicis attemperatae

### Geistlich und weltlich
- Gérard de Turnhout – Sacrarum ac aliarum cantonum trium vocum zu drei Stimmen, Löwen (Inhalt: 20 Motetten, 2 französische Chansons sacrées und 18 weltliche französische Chansons)

### Weltlich
- Jakob Arcadelt – Chanson Je ne suis pas si sot, in: Sisième livre de chansons: Noten und Audiodateien im International Music Score Library Project
- Filippo Azzaiolo – Il terzo libro delle villotte del fiore alla padoana con alcune napolitanae e bergamasche zu vier Stimmen, Venedig
- Jean de Castro
  - 6 Chansons zu drei Stimmen, Löwen
  - 2 weitere Chansons zu drei Stimmen, Löwen
- Ippolito Chamaterò
  - Il secondo libro delli madrigali zu vier Stimmen, Venedig
  - Il secondo libro delli madrigali zu fünf Stimmen, Venedig
  - Il terzo libro delli madrigali zu vier Stimmen, Venedig
  - Il quarto libro delli madrigali zu fünf Stimmen, Venedig
- Horatio Faa – Primo libro di madrigali a cinque voci, Venedig: Antonio Gardano: Noten und Audiodateien im International Music Score Library Project
- Noé Faignient – 5 Chansons, in: Recueil des fleurs, Löwen
- Mathias Gastritz
  - Novae harmonicae cantiones ut piae, ita etiam suaves et iucundae, quinque vocibus cocinnante, et nunc primum in lucem editae, Nürnberg: U. Neuber: Noten und Audiodateien im International Music Score Library Project (mit lateinischer Vorrede, lateinischer Ode Georg Ludwig Agricolas und einem Brief Martin Luthers an Ludwig Senfl)
  - Teutsche und lateinische Lieder mit 4 Stimmen, Nürnberg
- Nicolas Gombert – Tant bien party zu drei Stimmen
- Orlando di Lasso
  - Madrigal Al dolce suon', LV 370, in: Musica de'virtuosi della florida capella: Noten und Audiodateien im International Music Score Library Project
  - Madrigal Ben convenne, LV 373, in: Musica de'virtuosi della florida capella: Noten und Audiodateien im International Music Score Library Project
  - Madrigal Pensier dicea che'l cor zu fünf Stimmen, LV 372: Noten und Audiodateien im International Music Score Library Project
  - Madrigal Spent' è d'amor zu fünf Stimmen, LV 371: Noten und Audiodateien im International Music Score Library Project
- Tiburtio Massaino – Il primo libro de madrigali a quatro voci; darin:
  - Madrigal Amor io non mi pento: Noten und Audiodateien im International Music Score Library Project
- Leonard Meldert – Madrigal Duolsi Giunon di non aver più lume zu fünf Stimmen, in: Musica de Virtuosi della florida Capella dell’Illustrissimo ed Eccellentissimo Signo Duca di Baviera, Venedig
- Nicolas Millot – Chanson O ma belle maîtresse zu vier Stimmen: Noten und Audiodateien im International Music Score Library Project
- Philippe de Monte
  - Madrigali à 6 voci, Libro 1, Venedig: Noten und Audiodateien im International Music Score Library Project (Erstdruck verschollen)
  - Madrigali à 6 voci, Libro 2: Noten und Audiodateien im International Music Score Library Project; darin:
    - I begl'occhi und'io: Noten und Audiodateien im International Music Score Library Project

  - Madrigal Il secondo libro delli madrigali zu vier Stimmen
- Robert Parsons – Madrigal Maister Parsons Hexachord
- Giulio Renaldi – Madrigali a 4 voci, Libro 1, Venedig: Antonio Gardano: Noten und Audiodateien im International Music Score Library Project
- Cipriano de Rore – Madrigal Signor mio caro zu vier Stimmen: Noten und Audiodateien im International Music Score Library Project
- Girolamo Scotto (Hrsg.) – Musica de' virtuosi della florida capella di Baviera zu fünf Stimmen, Venedig: Girolamo Scotto: Noten und Audiodateien im International Music Score Library Project
- Ivo de Vento – Newe Teutsche Liedlein mit Fünff stimmen welche gantz lieblich zu singen und auff allerley Instrumenten zu gebrauchen

## Geboren

### Geburtsdatum gesichert
- 09. März (getauft): Nathaniel Patrick, englischer Musiker und Komponist († 1595)[1]
- 03. April: Giovanni Battista Massarengo, italienischer Komponist und Poet († nach 1595)[2]
- 07. Juli: Giovanni Francesco Anerio, italienischer Kapellmeister und Komponist (bestattet 1630)
- 16. November (getauft): Paul Sartorius, deutscher Komponist und Organist († 1609)
- 18. Dezember (getauft): Jakob Haßler, deutscher Komponist († 1621 oder 1622)

### Genaues Geburtsdatum unbekannt
- Aurelio Bonelli, italienischer Organist, Komponist und Maler († nach 1620)

### Geboren um 1569
- Etienne Bernard, französischer Sänger und Komponist († 1600)[3]
- Tobias Hume, englischer Komponist, Gambist und Soldat († 1645)

## Gestorben

### Todesdatum gesichert
- Zwischen Januar und Juli: Christian Hollander, franko-flämischer Komponist, Sänger und Kapellmeister (* um 1512)
- 31. August: Jean De Latre, franco-flämischer Kapellmeister und Komponist (* um 1505)
- 31. August: Bartolomé de Quevedo, spanischer Musiktheoretiker und Komponist (* um 1510)[4]
- 20. September: Agostino Agostini, italienischer Komponist und Sänger (* unbekannt)[5]
- Zwischen 8. und 20. Oktober: Paolo Animuccia, italienischer Komponist (* 1500)[6]
- 20. Oktober: Scipione Delle Palle, italienischer Sänger und Komponist (* unbekannt)[7]
- 28. Oktober: Thomas Caustun, englischer Kirchenmusiker, Komponist und Arrangeur (* um 1520)[8]
- 28. Oktober: Antonio Gardano, venezianischer Komponist (* 1509)
- 16. Dezember: Giuliano Tiburtino, italienischer Komponist, Sänger- und Streichinstrumentenspieler (* um 1510)

### Genaues Todesdatum unbekannt
- Hoste da Reggio, italienischer Komponist (* 1520)[9]

### Gestorben nach 1569
- Filippo Azzaiolo, italienischer Sänger und Komponist (* um 1535)
- John Tailer, englischer Chorleiter und Komponist (* unbekannt)[10]